# Dirección Meteorológica de Chile
La Dirección Meteorológica de Chile (DMC) es un organismo público chileno dedicado al estudio, información, previsión y mantenimiento meteorológico. Depende de la Dirección General de Aeronáutica Civil. En el ámbito internacional, representa a Chile ante la Organización Meteorológica Mundial (OMM).
La Dirección considera su fecha de fundación el 26 de marzo de 1884, cuando un decreto supremo estableció la comunicación diaria de la información meteorológica —vía telégrafo— a Santiago. Su edificio data de 1857.
Su función es proporcionar la información meteorológica básica y procesada que requiere la aeronáutica y proveer servicios meteorológicos y climatológicos a las diferentes actividades socioeconómicas que requiere el país para su desarrollo. Además, está encargada de realizar investigación meteorológica, en coordinación con organismos nacionales e internacionales, y administrar el Banco Nacional de Datos Meteorológicos.
Realiza los proyectos de instalación de estaciones meteorológicas, el mantenimiento del instrumental de la red nacional de estaciones meteorológicas y del equipamiento meteorológico de todos los aeropuertos y aeródromos de Chile.[cita requerida]
Las instalaciones de la DMC se ubican en la comuna de Estación Central, Santiago y su edificio es considerado parte del patrimonio cultural de la comuna.[cita requerida] En el interior de su sede se encuentra la Estación Meteorológica de Quinta Normal, la primera en Santiago y principal del país, encargada de proporcionar el estado actual y los pronósticos del tiempo atmosférico para dicha comuna, la ciudad de Santiago y la Región Metropolitana de Santiago.

## Estaciones meteorológicas
Las estaciones meteorológicas se distribuyen de norte a sur, se encuentran ubicadas en las principales macro-zonas de los principales aeropuertos y son las encargadas de monitorizar temperaturas y condiciones meteorológicas las 24 horas del día.

### Chile continental
| Ciudad       | Base Estación Meteorológica Aeropuerto         | OACI |
| ------------ | ---------------------------------------------- | ---- |
| Arica        | Aeropuerto Chacalluta                          | ARI  |
| Iquique      | Aeropuerto Diego Aracena                       | IQQ  |
| Antofagasta  | Aeropuerto Andrés Sabella                      | ANF  |
| Copiapó      | Aeropuerto Desierto de Atacama                 | CPO  |
| La Serena    | Aeropuerto La Florida                          | LSC  |
| Santiago     | Aeropuerto Internacional Arturo Merino Benítez | SCL  |
| Concepción   | Aeropuerto Carriel Sur                         | CCP  |
| Temuco       | Aeropuerto Araucanía                           | ZCO  |
| Valdivia     | Aeropuerto Pichoy                              | ZAL  |
| Puerto Montt | Aeropuerto El Tepual                           | PMC  |
| Coyhaique    | Aeropuerto Balmaceda                           | BBA  |
| Punta Arenas | Aeropuerto Presidente Carlos Ibáñez del Campo  | PUQ  |

### Chile Insular
| Lugar Geográfico            | Base Estación Meteorológica Aeropuerto  | OACI |
| --------------------------- | --------------------------------------- | ---- |
| Archipiélago Juan Fernández | Aeródromo Robinson Crusoe               | SCIR |
| Rapa Nui (Isla de Pascua)   | Aeropuerto Mataveri                     | IPC  |
| Antártica Chilena           | Aeródromo Teniente Rodolfo Marsh Martin | SCRM |